# 莫氏錫伯鯰
莫氏錫伯鯰，為輻鰭魚綱鯰形目北非鯰科的其中一種，分布於非洲Ruaha河、Kingani河及Kilombero河流域，體長可達27.3公分，棲息在底層水域，屬肉食性，生活習性不明，可做為觀賞魚。

## 擴展閱讀
維基物種上的相關：莫氏錫伯鯰